# Persone di nome Muhammad
| Questa pagina contiene informazioni ricavate automaticamente dalle voci biografiche con l'ausilio del template Bio e di un bot. L'aggiornamento è periodico e automatico e ricostruisce completamente la pagina. Se manca una persona in questa lista, sei pregato di non aggiungerla, ma accertati piuttosto che la sua voce biografica contenga il template Bio e che i dati anagrafici siano correttamente compilati. Se il template Bio manca, inseriscilo tu stesso o, in alternativa, metti l'avviso {{tmp\|Bio}} che ne segnala la mancanza. Se i dati riportati sono sbagliati, correggi direttamente la voce biografica; le modifiche saranno visibili in questa lista entro pochi giorni. Per chiarimenti vedi il progetto antroponimi. La lista contiene solo le 166 persone che sono citate nell'enciclopedia e per le quali è stato implementato correttamente il template Bio. Pagina aggiornata al 6 ago 2025. |

Questa è una lista di persone presenti nell'enciclopedia che hanno il nome Muhammad, suddivise per attività principale.

## Alpinisti(1)
- Ali Sadpara, alpinista pakistano (Sadpara, n. 1976 - K2, † 2021)

## Attori(1)
- Mammutti, attore indiano (Cantirūṟ, n. 1951)

## Calciatori(26)
- Raihan Rahman, calciatore singaporiano (Singapore, n. 1991)
- Muhammad Al Maghrabi, calciatore libico (n. 1985)
- Amirul Adli, calciatore singaporiano (n. 1996)
- Safuwan Baharudin, calciatore singaporiano (n. 1991)
- Muhammad Bilal, calciatore pakistano (Faisalabad, n. 1996)
- Mamadu Candé, calciatore guineense (Bissau, n. 1990)
- Muhammad Nashnoush, calciatore libico (Tripoli, n. 1988)
- Nazrul Nazari, calciatore singaporiano (n. 1991)
- Safawi Rasid, calciatore malaysiano (Terengganu, n. 1997)
- Muhammad Ridwan, calciatore indonesiano (Semarang, n. 1980)
- Muhammad Shaban, calciatore ugandese (Arua, n. 1998)
- Muhammad Shachar, calciatore israeliano (Jatt, n. 1996)
- Muhammad Za'abia, ex calciatore libico (Tripoli, n. 1989)
- Azri Ghani, calciatore malaysiano (Kota Bharu, n. 1999)
- Akhyar Rashid, calciatore malaysiano (Alor Setar, n. 1999)
- Shukor Adan, calciatore malese (Malacca, n. 1979)
- Syafiq Ahmad, calciatore malaysiano (Sungai Ara, n. 1995)
- Irwan Shah, calciatore singaporiano (Singapore, n. 1988)
- Afiq Fazail, calciatore malaysiano (Pontian, n. 1994)
- Mohd Hanif Hamir, calciatore bruneiano (Bandar Seri Begawan, n. 1997)
- Yasir Hanapi, calciatore singaporiano (Singapore, n. 1989)
- Syamer Kutty Abba, calciatore malaysiano (Penang, n. 1997)
- Zulfahmi Arifin, calciatore singaporiano (n. 1991)
- Nor Farhan Muhammad, calciatore malese (Terengganu, n. 1984)
- Faris Ramli, calciatore singaporiano (n. 1992)
- Syahmi Safari, calciatore malaysiano (Selangor, n. 1998)

## Cantanti(1)
- Tulus, cantante indonesiano (Bukittinggi, n. 1987)

## Cestisti(1)
- Muhammad El-Amin, ex cestista statunitense (Lansing, n. 1987)

## Ciclisti su strada(1)
- Muhammad Nur Aiman Mohd Zariff, ciclista su strada e pistard malese (Marang, n. 1997)

## Condottieri(2)
- Ibn al-Thumna, condottiero arabo (probabilmente a Siracusa - Entella, † 1062)
- Mehmet Ali, condottiero e politico ottomano (Kavala, n. 1769 - Alessandria d'Egitto, † 1849)

## Cosmonauti(1)
- Muhammad Ahmed Faris, cosmonauta e politico siriano (Aleppo, n. 1951 - Gaziantep, † 2024)

## Dirigenti sportivi(1)
- Muhammad Gheddafi, dirigente sportivo e dirigente d'azienda libico (Tripoli, n. 1971)

## Discoboli(1)
- Mohd Irfan, discobolo malaysiano (Negeri Sembilan, n. 1995)

## Economisti(1)
- Muhammad Yunus, economista e banchiere bangladese (Chittagong, n. 1940)

## Filosofi(2)
- Muhammad Mian Mansoor Ansari, filosofo e attivista indiano (Anbetha, n. 1884 - Jalalabad, † 1946)
- Ibn Arabi, filosofo, mistico e poeta arabo (Murcia, n. 1165 - Damasco, † 1240)

## Generali(2)
- Ayyub Khan, generale e politico pakistano (Abbottabad, n. 1907 - Islamabad, † 1974)
- Muhammad Zia-ul-Haq, generale pakistano (Jalandhar, n. 1924 - Bahawalpur, † 1988)

## Geografi(1)
- Muhammad al-Idrisi, geografo e viaggiatore arabo (Sebta - Sicilia, † 1165)

## Giocatori di calcio a 5(1)
- Muhammad Osamanmusa, giocatore di calcio a 5 thailandese (Bangkok, n. 1998)

## Giocatori di football americano(3)
- Muhammad Oliver, ex giocatore di football americano statunitense (Brooklyn, n. 1969)
- Muhammad Shamsid-Deen, ex giocatore di football americano statunitense (Anderson, n. 1969)
- Muhammad Wilkerson, giocatore di football americano statunitense (Linden, n. 1989)

## Giornalisti(2)
- Muhammad Asad, giornalista e scrittore austriaco (Leopoli, n. 1900 - Mijas, † 1992)
- Muhammad Hassaneyn Haykal, giornalista egiziano (Il Cairo, n. 1923 - Il Cairo, † 2016)

## Giuristi(4)
- Muhammad Abduh, giurista, filosofo e teologo egiziano (Mahalla Nasr, n. 1849 - Alessandria d'Egitto, † 1905)
- Ibn Maja, giurista (Qazvin, n. 824 - † 886)
- Imam al-Mazari, giurista e imam arabo (Mazara del Vallo, n. 1061 - Mahdia, † 1141)
- Ibn Shihab al-Zuhri, giurista e storico arabo (Medina, n. 671 - 25 luglio, † 742)

## Guerriglieri(1)
- Muhammad Yusuf al-Najjar, guerrigliero e terrorista palestinese (Yavne, n. 1930 - Beirut, † 1973)

## Imam(3)
- Muhammad al-Mahdi, imam (Samarra, n. 869)
- Muhammad al-Baqir, imam (Medina, n. 676 - Medina)
- Muhammad Nur al-Din Isma'il, imam egiziano (Kafr al-Elw, n. 1920)

## Imprenditori(1)
- Muhammad Jamal Khalifa, imprenditore saudita (Gedda, n. 1957 - Madagascar, † 2007)

## Letterati(1)
- Muhammad Yunis al-Qadi, letterato egiziano (Nakhila, n. 1888 - Il Cairo, † 1969)

## Linguisti(1)
- Muhammad Abd-al-Rahman Barker, linguista, autore di giochi e scrittore statunitense (Spokane, n. 1929 - Minneapolis, † 2012)

## Lottatori(3)
- Muhammad Bashir, lottatore pakistano (Lahore, n. 1935 - Lahore, † 2001)
- Osman El-Sayed, lottatore egiziano (Alessandria d'Egitto, n. 1930 - † 2013)
- Muhammad as-Sadawi, lottatore tunisino (n. 1995)

## Martellisti(1)
- Muhammad Iqbal, martellista pakistano (Murid, n. 1927)

## Matematici(1)
- Muhammad al-Baghdadi, matematico iracheno (Baghdad - † 1037)

## Medici(1)
- Ibn Hasan al-Kattani, medico, letterato e musicista arabo (Cordova - Saragozza, † 1029)

## Militari(2)
- Muhammad ibn Abi Husayn, militare arabo
- Muhammad ibn Al Fadl, militare arabo

## Mistici(2)
- Muhammad ibn Ali al-Sanusi, mistico algerino (Mostaganem, n. 1787 - Giarabub, † 1859)
- Muhammad al-Arabi al-Darqawi, mistico marocchino (n. 1737 - † 1823)

## Piloti automobilistici(1)
- Sean Gelael, pilota automobilistico indonesiano (Giacarta, n. 1996)

## Piloti motociclistici(1)
- Zulfahmi Khairuddin, pilota motociclistico malaysiano (Selangor, n. 1991)

## Poeti(2)
- Fuzûlî, poeta turco († 1556)
- Muhammad Iqbal, poeta, filosofo e politico pakistano (Sialkot, n. 1877 - Lahore, † 1938)

## Politici(25)
- Muhammad Abu al-Qasim al-Zuwai, politico libico (n. 1952)
- Muhammad Ali Bogra, politico pakistano (Barisal, n. 1909 - Dacca, † 1963)
- Muhammad Ali Samatar, politico e generale somalo (Chisimaio, n. 1931 - Virginia, † 2016)
- Muḥammad Badīʿ, politico e docente egiziano (El-Mahalla el-Kubra, n. 1943)
- Muhammad al-Barādeʿī, politico e diplomatico egiziano (Il Cairo, n. 1942)
- Muhammad Farid, politico egiziano (Il Cairo, n. 1868 - Berlino, † 1919)
- Muhammad Hawadle Madar, politico somalo (Hargeisa, n. 1939 - Londra, † 2005)
- Muhammad Hidayatullah, politico indiano (Lucknow, n. 1905 - Mumbai, † 1992)
- Muhammad Khan Junejo, politico pakistano (n. 1932 - Islamabad, † 1993)
- Muhammad Mustafa Mero, politico siriano (Al-Tall, n. 1941 - Damasco, † 2020)
- Hosni Mubarak, politico e generale egiziano (Kafr el-Muṣīlḥa, n. 1928 - Il Cairo, † 2020)
- Muhammad al-Muqri, politico marocchino (Fès - † 1957)
- Muhammad Najib al-Ruba'i, politico e generale iracheno (Baghdad, n. 1904 - Baghdad, † 1965)
- Muhammad Osman Said, politico libico (Fezzan, n. 1924 - Rabat, † 2007)
- Muhammad Sakizli, politico libico (n. 1892 - Bengasi, † 1976)
- Muhammad Sa'id al-Sahhaf, politico e diplomatico iracheno (al-Hilla, n. 1940)
- Muhammad Shaybani, politico e militare uzbeko (n. 1451 - † 1510)
- Muhammad Mian Soomro, politico pakistano (Karachi, n. 1950)
- Muhammad Sidqi Sulayman, politico egiziano (n. 1919 - † 1996)
- Muhammad Rafiq Tarar, politico pakistano (Mandi Bahauddin, n. 1929 - Islamabad, † 2022)
- Muhammad Zaydan, politico e terrorista palestinese (al-Tira, n. 1948 - Iraq, † 2004)
- Muhammad 'Ali Bay al-'Abid, politico siriano (Damasco, n. 1867 - Roma, † 1939)
- Muhammad Naji al-Otari, politico siriano (Aleppo, n. 1944)
- Muhammad Hamza al-Zubaydi, politico iracheno (Iraq, n. 1938 - Iraq, † 2005)
- Ibn Tumart, politico berbero (Atlante - Tinmal, † 1130)

## Principi(17)
- Askari Mirza, principe indiano (Kabul, n. 1518 - La Mecca, † 1557)
- Muhammad Ali d'Egitto, principe egiziano (Il Cairo, n. 1979)
- Hakim Mirza, principe indiano (Kabul, n. 1553 - † 1585)
- Kalb Ali Khan Bahadur, principe indiano (Aonla, n. 1832 - Rampur, † 1887)
- Muhammad Abdel Moneim, principe egiziano (n. 1899 - Ortaköy, † 1979)
- Muhammad Mushtaq Ali Khan Bahadur, principe indiano (Rampur, n. 1856 - Rampur, † 1889)
- Muhammad Yusef Ali Khan Bahadur, principe indiano (Rampur, n. 1816 - Rampur, † 1865)
- Muhammad Said Khan, principe indiano (Rampur, n. 1786 - Rampur, † 1855)
- Muhammad Ali Khan Bahadur, principe indiano (Rampur, n. 1750 - Dungarpur, † 1794)
- Muhammad Mahabat Khanji III, principe indiano (Junagadh, n. 1900 - Karachi, † 1959)
- Muhammad Rasul Khanji, principe indiano (Junagadh, n. 1858 - Junagadh, † 1911)
- Muhammad Bahadur Khanji III, principe indiano (Junagadh, n. 1856 - Junagadh, † 1892)
- Muhammad Mahabat Khanji II, principe indiano (Junagadh, n. 1838 - Junagadh, † 1882)
- Muhammad Jalaluddin Khan, principe indiano (Radhanpur, n. 1889 - Radhanpur, † 1936)
- Muhammad Zaman Khan, principe pakistano (Amb, n. 1874 - Amb, † 1936)
- Muhammad Akram Khan, principe pakistano (Kashmir, n. 1858 - Amb, † 1907)
- Muhammad bin Talal, principe giordano (Amman, n. 1940 - Amman, † 2021)

## Pugili(1)
- Muhammad Ali, pugile statunitense (Louisville, n. 1942 - Scottsdale, † 2016)

## Registi(1)
- Muhammad Bayazid, regista siriano

## Rivoluzionari(1)
- Abén Humeya, rivoluzionario spagnolo (n. 1520 - Alpujarra de la Sierra, † 1569)

## Scrittori(6)
- Muhammad Aladdin, scrittore egiziano (Il Cairo, n. 1979)
- Muhammad Ali Taha, scrittore palestinese (Zippori, n. 1931 - Nazareth, † 2011)
- Muhammad Husayn Haykal, scrittore egiziano (Mansura, n. 1888 - Il Cairo, † 1956)
- Muhammad bin Hasan al-Baghdadi, scrittore arabo († 1239)
- Muhammad al Muwaylihi, scrittore arabo (n. 1868 - † 1930)
- Allal al-Fasi, scrittore, rivoluzionario e politico marocchino (Fès, n. 1910 - Bucarest, † 1974)

## Sovrani(14)
- Muhammad Al-Sabah, sovrano kuwaitiano (n. 1838 - † 1896)
- Muhammad VI del Marocco, re marocchino (Rabat, n. 1963)
- Muhammad Jamalul Alam II, sovrano bruneiano (Bandar Seri Begawan, n. 1889 - Bandar Seri Begawan, † 1924)
- Muhammad VIII al-Amin, sovrano tunisino (Cartagine, n. 1881 - Tunisi, † 1962)
- Muhammad Jiwa Zainal Adilin II di Kedah, sovrano malese (Alor Setar, † 1778)
- Muhammad bin Nasir, sovrano omanita († 1728)
- Muhammad Jabir di Ternate, sovrano indonesiano (Ternate, n. 1902 - Giacarta, † 1975)
- Muhammad Usman di Ternate, sovrano indonesiano (Ternate - Ternate, † 1941)
- Muhammad Ali Shah, sovrano indiano (Lucknow, n. 1746 - Lucknow, † 1842)
- Muhammad Alam, sovrano bruneiano (Città del Brunei, n. 1762 - † 1828)
- Muhammad VII al-Munsif, sovrano tunisino (La Manouba, n. 1881 - Pau, † 1948)
- Muhammad V al-Nasir, sovrano tunisino (La Marsa, n. 1855 - La Marsa, † 1922)
- Muhammad bin Saqr al-Qasimi, sovrano emiratino (n. 1913)
- Mohammad Kanzul Alam, sovrano bruneiano (Città del Brunei, n. 1743 - Città del Brunei, † 1829)

## Storici(2)
- Ibn Sa'd, storico e giurista arabo (Bassora, n. 784 - Baghdad, † 845)
- Al-Dhahabi, storico siriano (Damasco, n. 1274 - † 1348)

## Sultani(6)
- Al-Malik al-Kamil, sultano curdo (Damasco, † 1238)
- Muhammad Fareed Didi, sultano maldiviano (Male, n. 1901 - Male, † 1969)
- Muhammad IV del Marocco, sultano marocchino (Fès, n. 1810 - Fès, † 1873)
- Muhammad III del Marocco, sultano marocchino (Fès, n. 1710 - Rabat, † 1790)
- Muhammad ibn Abd Al-Haqq, sultano (n. 1202 - † 1244)
- Muhammad II Chelebi, sultano († 1390)

## Teologi(2)
- Muhammad Hamidullah, teologo indiano (Altopiano del Deccan, n. 1908 - Jacksonville, † 2002)
- Muhammad Baqir Majlisi, teologo e giurista persiano (Isfahan, n. 1616 - † 1689)

## Terroristi(2)
- Muhammad Atef, terrorista egiziano (Menūfiyya, n. 1944 - Kabul, † 2001)
- Abu Osama al-Masri, terrorista egiziano (Al-Arish, n. 1973 - † 2018)

## Triplisti(1)
- Muhammad Halim, ex triplista e lunghista americo-verginiano (Christiansted, n. 1986)

## Senza attività specificata(15)
- Almanzor (Algeciras - Medinaceli, † 1002)
- Muhammad IV al-Hadi, tunisino (Palazzo del Bardo, n. 1855 - Palazzo di Dermech, † 1906)
- Muhammad ibn al-Hanafiyya (n. 637 - Medina, † 700)
- Muhammad ibn Talha (Bassora, † 656)
- Muhammad Shah, indiano (Fatehpur, n. 1702 - Delhi, † 1748)
- Muhammad ibn al-Mahruq (Granada, † 1328)
- Muhammad II ibn Hisham, califfo (Cordova - Cordova, † 1010)
- Muhammad III ibn Abd al-Rahman, califfo (Cordova, n. 976 - Uclés, † 1025)
- Muhammad VI al-Habib, tunisino (n. 1858 - Cartagine, † 1929)
- Muhammad ibn al-Hayy (Saragozza, † 1115)
- Muhammad II ibn al-Husayn, tunisino (Il Bardo, n. 1811 - La Marsa, † 1859)
- Muhammad I al-Rashid, tunisino (n. 1710 - Palazzo del Bardo, † 1759)
- Mohammed El Senussi, libico (Tripoli, n. 1962)
- Muhammad ibn Abi Bakr, arabo (Medina, n. 631 - † 658)
- Ibn Masarra,  e docente arabo (Córdoba, n. 883 - Córdoba, † 931)